# Årsta
Årsta est un quartier du district de Enskede-Årsta-Vantör à Stockholm en Suède.

## Géographie
Presque tout le quartier fait partie du district d'Enskede-Årsta-Vantör, à l'exception d'Årsta Holmar et Hammarbyslussen, qui font partie du district de Södermalm. 
Presque tout Årsta se trouve du côté sud d'Årstaviken, juste au sud de Södermalm, entre Nynäsvägen, Johanneshovsvägen, Årstafältet, Västra stambanan et Årstabroarna.
Le quartier borde Södermalm, Södra Hammarbyhamnen, Johanneshov, Enskede gård, Enskedefältet, Östberga et Liljeholmen.

## Transports
La ligne de bus 160 de Storstockholms Lokaltrafik relie Gullmarsplan via Sköntorpsvägen et Årsta torg jusqu'à Årstaberg, et certains départs se sont poursuivis jusqu'en 2019 vers Liljeholmen.
La ligne 164 est une ligne périphérique qui, à Årsta, passe par Sköntorpsvägen, Årsta torg et Valla torg.
La ligne 168 part de Gullmarsplan et passe par Årstavägen et Åmänningevägen jusqu'à Östberga. 
La ligne 134 relie Liljeholmen via Årstaberg jusqu'à Östberga.

## Inventaire des bâtiments à Årsta
En 2005, le Musée municipal de Stockholm a inventorié tous les bâtiments d'Årsta construits avant 1990. 
Les bâtiments les plus précieux ont reçu un label bleu, ce qui signifie qu'ils sont les plus protégés et que leur valeur culturelle et historique correspond aux exigences de la loi sur l'environnement culturel en matière de construction de monuments. 
Lors de l'inventaire, sept établissements ont reçu le label bleu. 23 installations ont reçu un label vert, la deuxième valeur la plus élevée, ce qui signifie que le bâtiment est particulièrement précieux dans un certain sens. 
Le vieux pont d'Årsta est un monument national depuis 1986.
Une sélection d’établissements labellisés est reprise dans le tableau ci-dessous:
| Image | Nom                  | Constructeur | Architecte                       | Lieu                                                         | Réf.   |
| ----- | -------------------- | ------------ | -------------------------------- | ------------------------------------------------------------ | ------ |
|       | Årsta gård           | Médiéval     |                                  | Svärdlångsvägen 14-16                                        | [ 2 ]  |
|       | Ferme d'Årsta Holmar | 1742         |                                  | Årsta holmar                                                 | [ 3 ]  |
|       | Sundsta gård         | 1825         |                                  | Sundstabacken 4-8                                            | [ 4 ]  |
|       | Skanskvarn           | 1850, 1930   | Holger Blom                      | Simlångsvägen 56                                             | [ 5 ]  |
|       | Sköntorpsgården      | 1947-1948    | Axel Grönwall                    | Kolsnarsvägen 6                                              | [ 6 ]  |
|       | EPA-husen            | 1947         | Gunnar Jacobson                  | Bränningevägen 9-17                                          | [ 7 ]  |
|       | Årsta centrum        | 1946-1953    | Erik et Tore Ahlsén              | Årsta torg                                                   | [ 8 ]  |
|       | Årstalund, torp      | 1866         |                                  | Hjälmarsvägen 22                                             | [ 9 ]  |
|       | Årsta gamla skola    | 1904         | Axel Bergman                     | Sjöviksbacken 60                                             | [ 10 ] |
|       | Écluse d'Hammarby    | 1925         |                                  | Hammarby slussväg 5                                          |        |
|       |                      | 1942-1944    | Ernst Hawerman                   | Bolmensv 2-22, Möckelvägen 1-23                              | [ 11 ] |
|       | Smalhus              | 1944         | Archibald Frid                   | Bråviksvägen 28-38                                           | [ 12 ] |
|       |                      | 1946         | Edvin Engström                   | Gullmarsvägen 79-83                                          | [ 13 ] |
|       |                      | 1946         | Carl-Axel Acking Sven Hesselgren | Steningevägen 3                                              | [ 14 ] |
|       |                      | 1949-1950    | Erik et Tore Ahlsén              | Hjälmarsvägen 37-43, Borensvägen 64-66                       | [ 15 ] |
|       | Immeuble résidentiel | 1951         | Adrian Langendahl                | Ottsjövägen 10-12, Bränningevägen 34-36 Bränningevägen 38-44 | [ 16 ] |
|       |                      | 1961-1966    | Kaj Sucksdorff                   | Orrfjärdsgränd 2-44                                          | [ 17 ] |

## Galerie

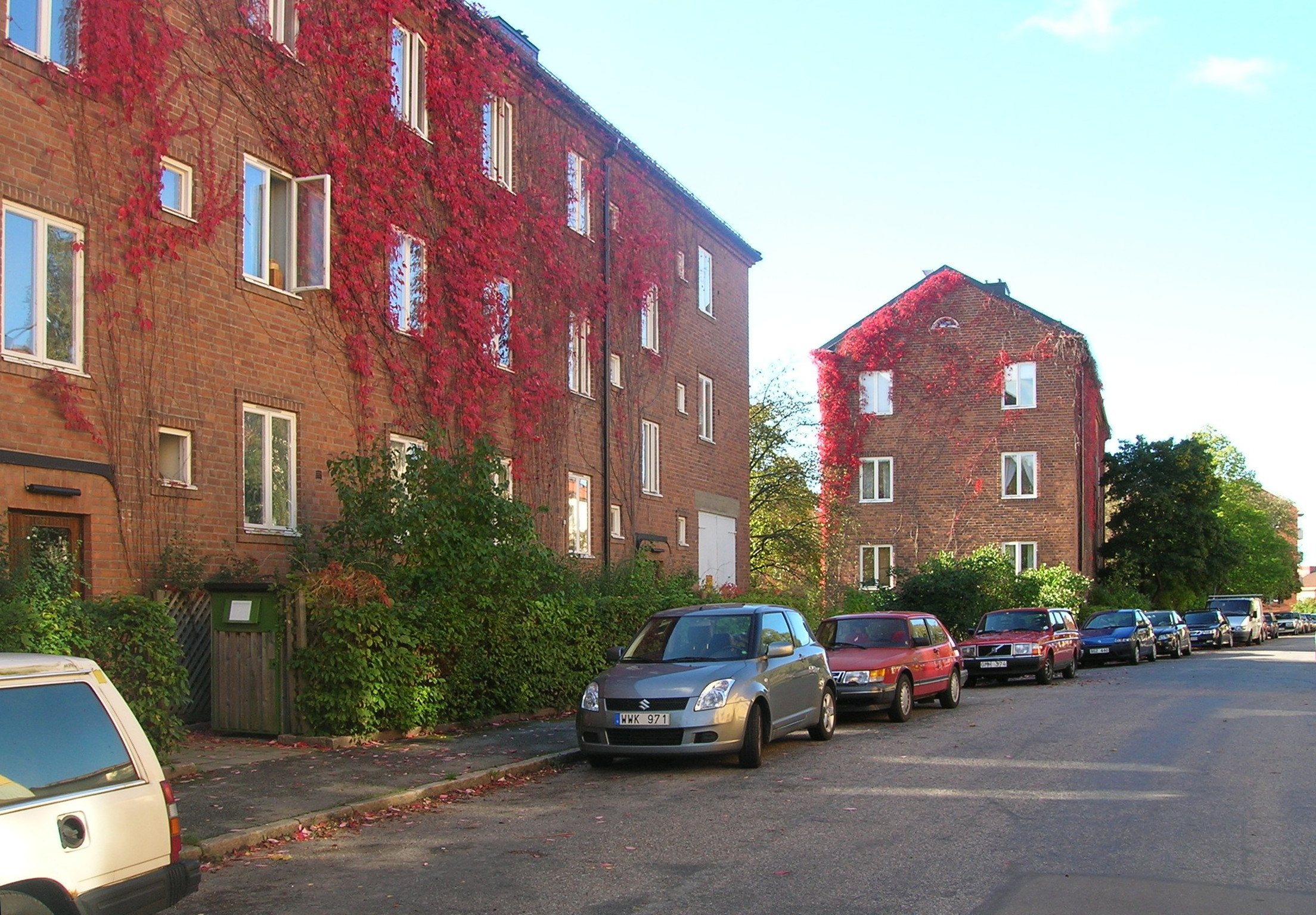
Jardin d'enfants de Bolmensvägen.
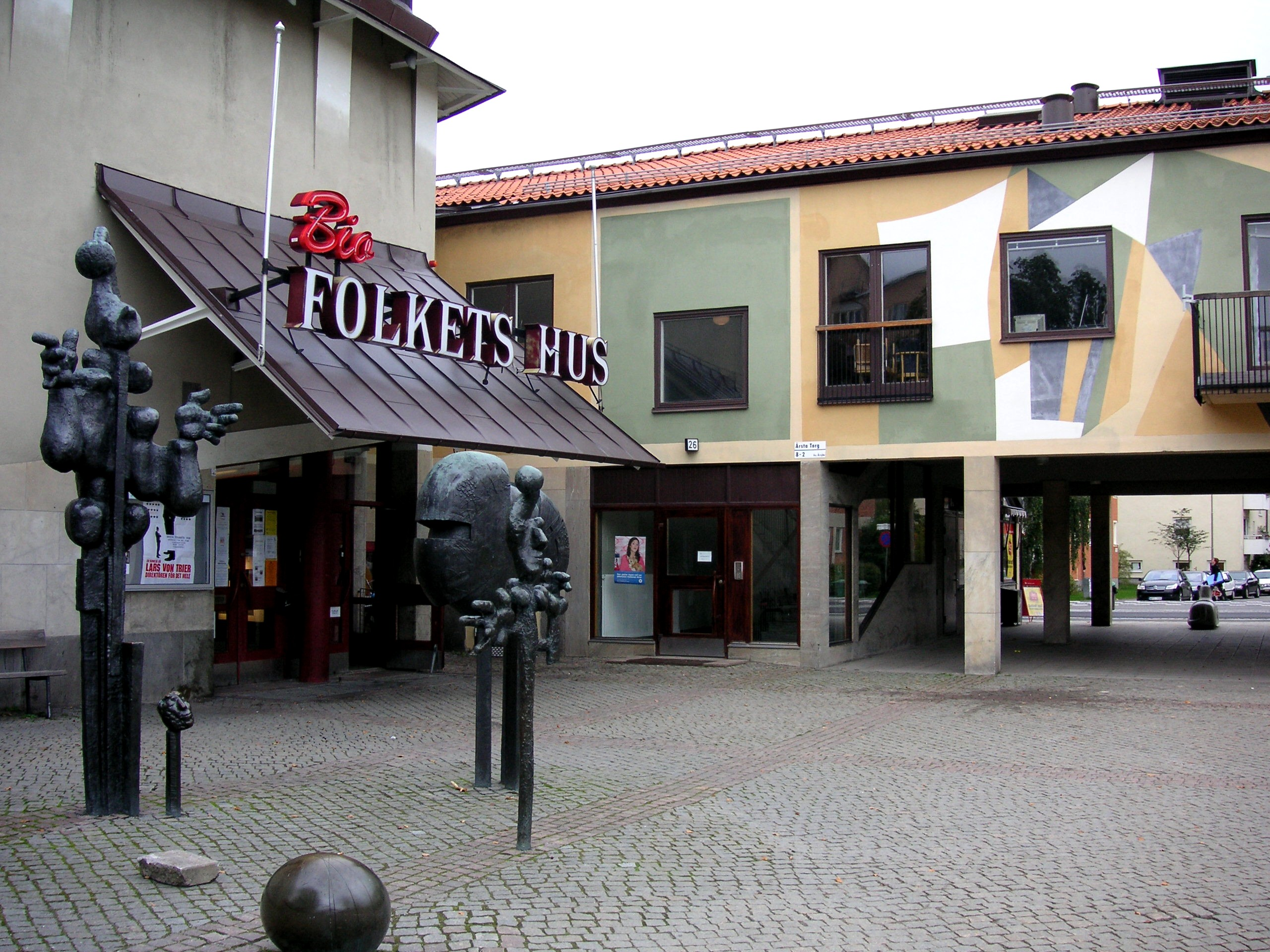
Årsta centrum 2007.
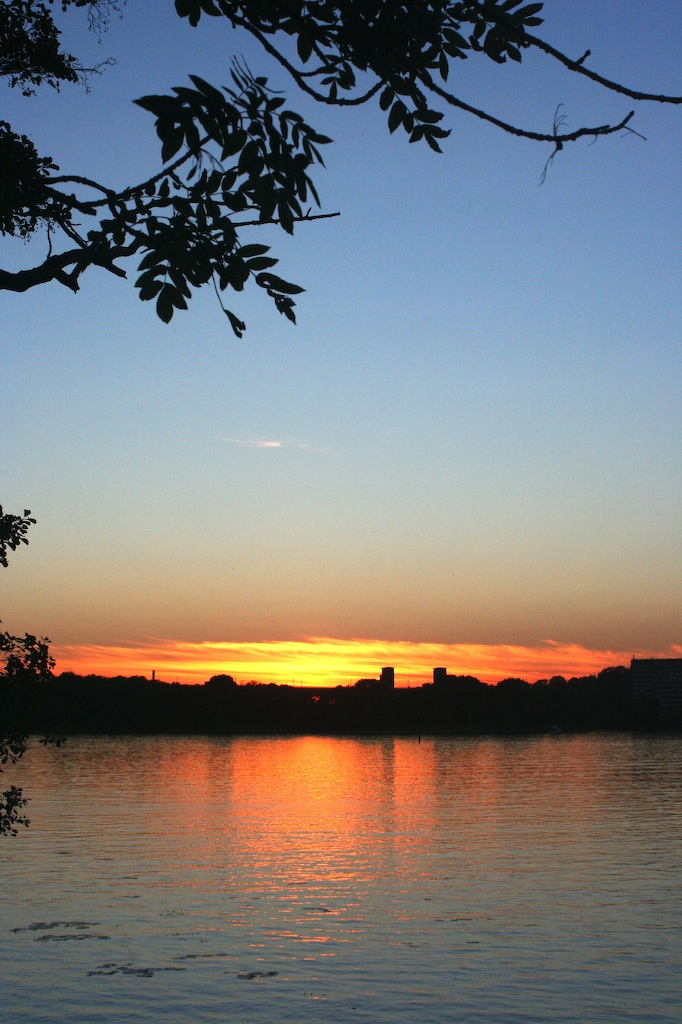
Årstaviken.
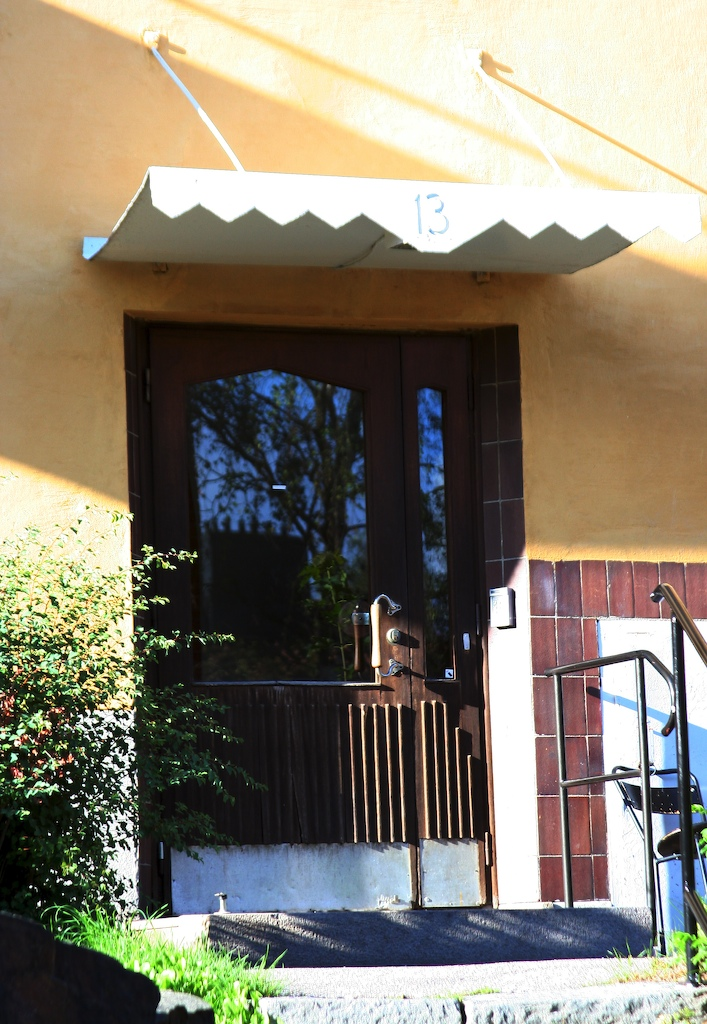
Portes et auvent à Årsta.
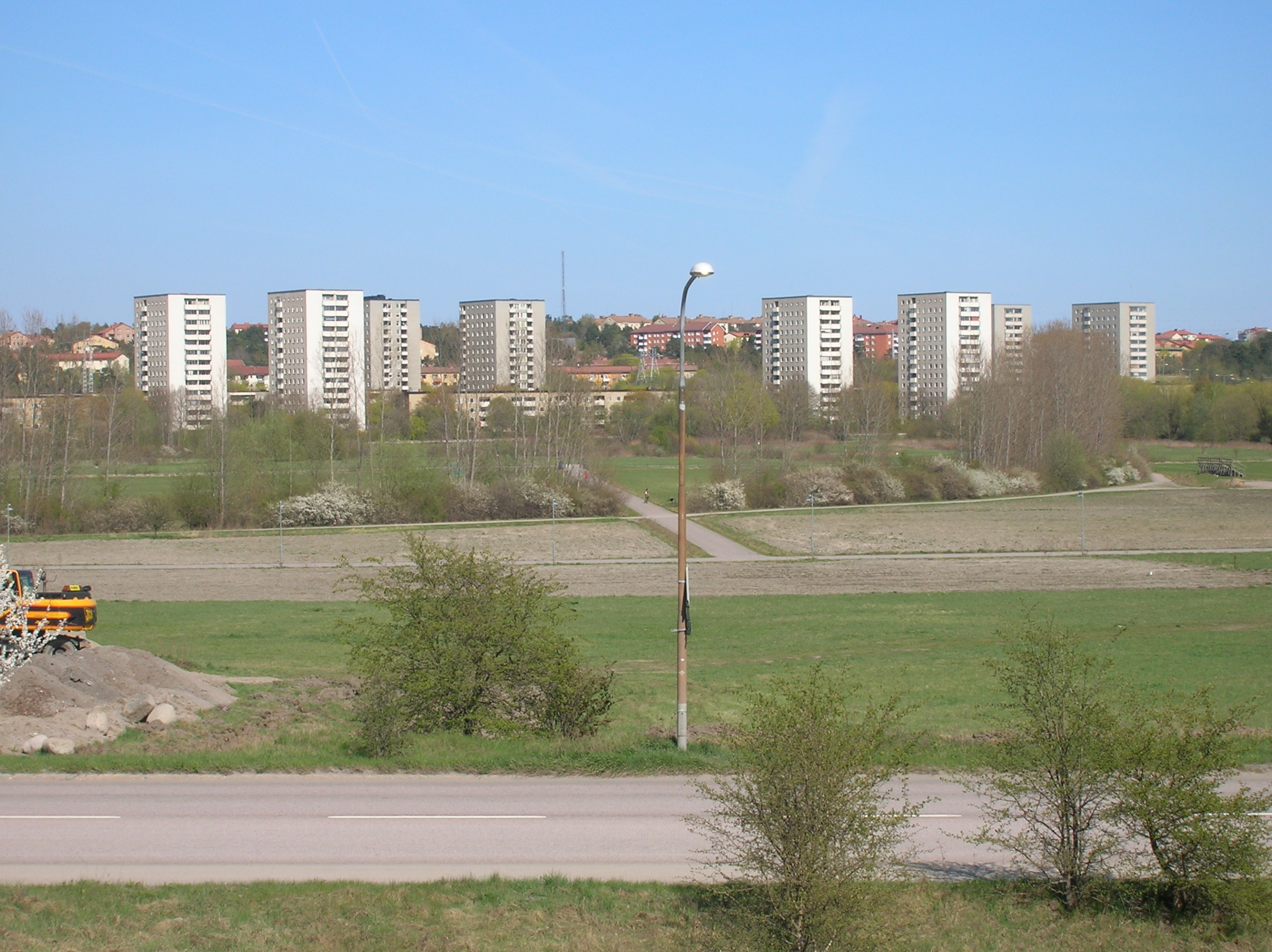
Valla.
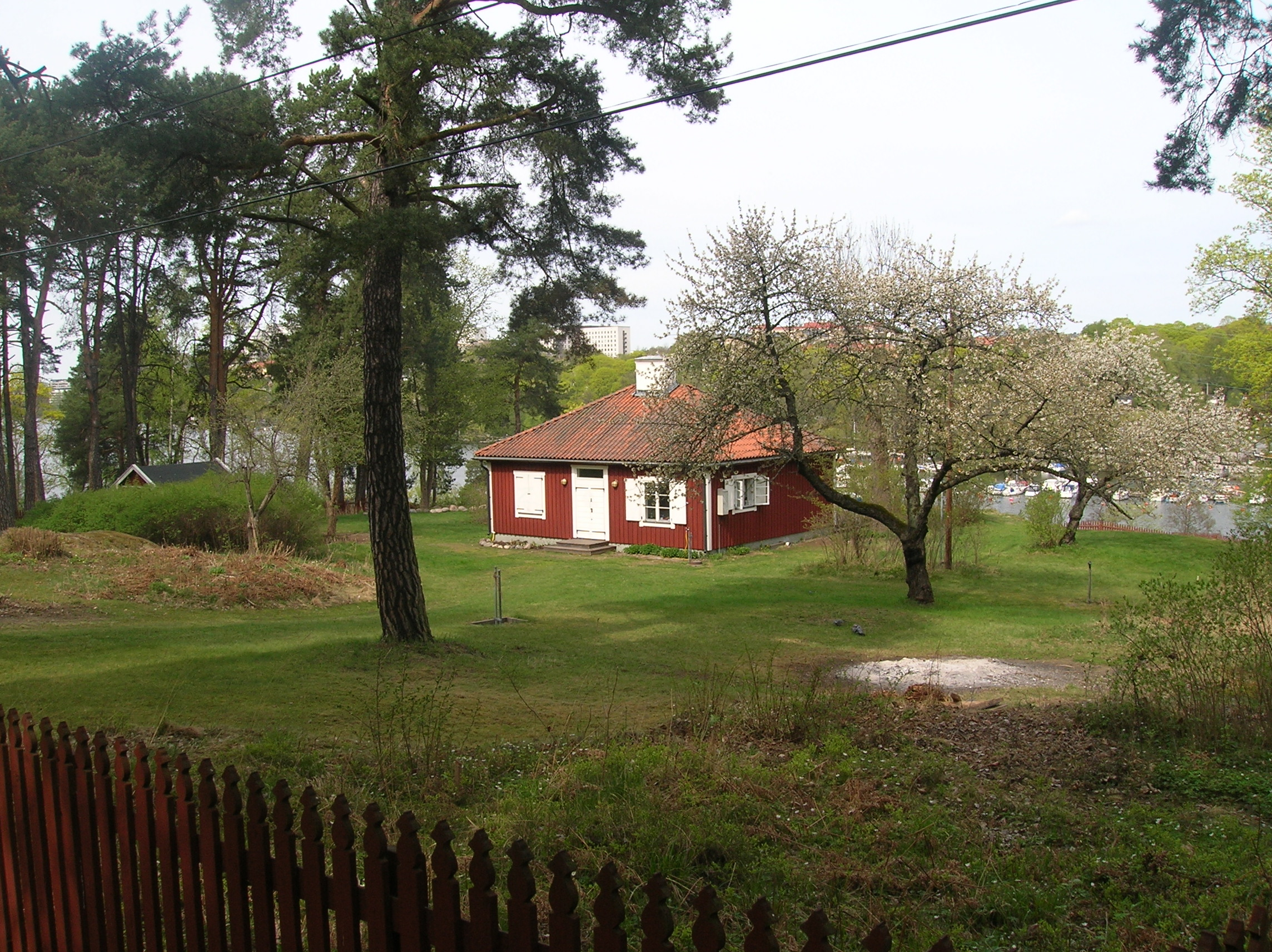
Dianelund, usine du XIXème siècle.
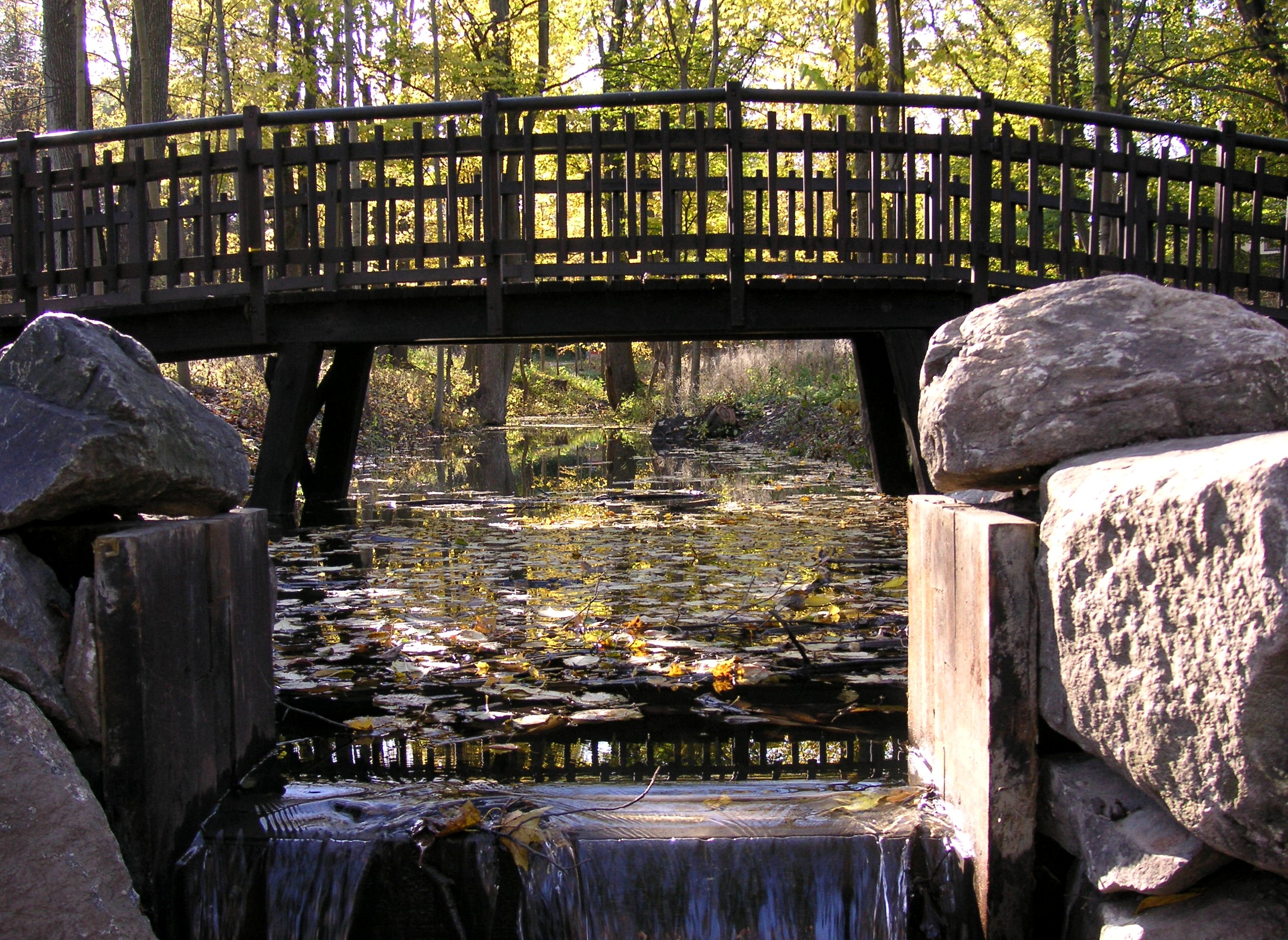
Årstaskogens bäckravin 2007.
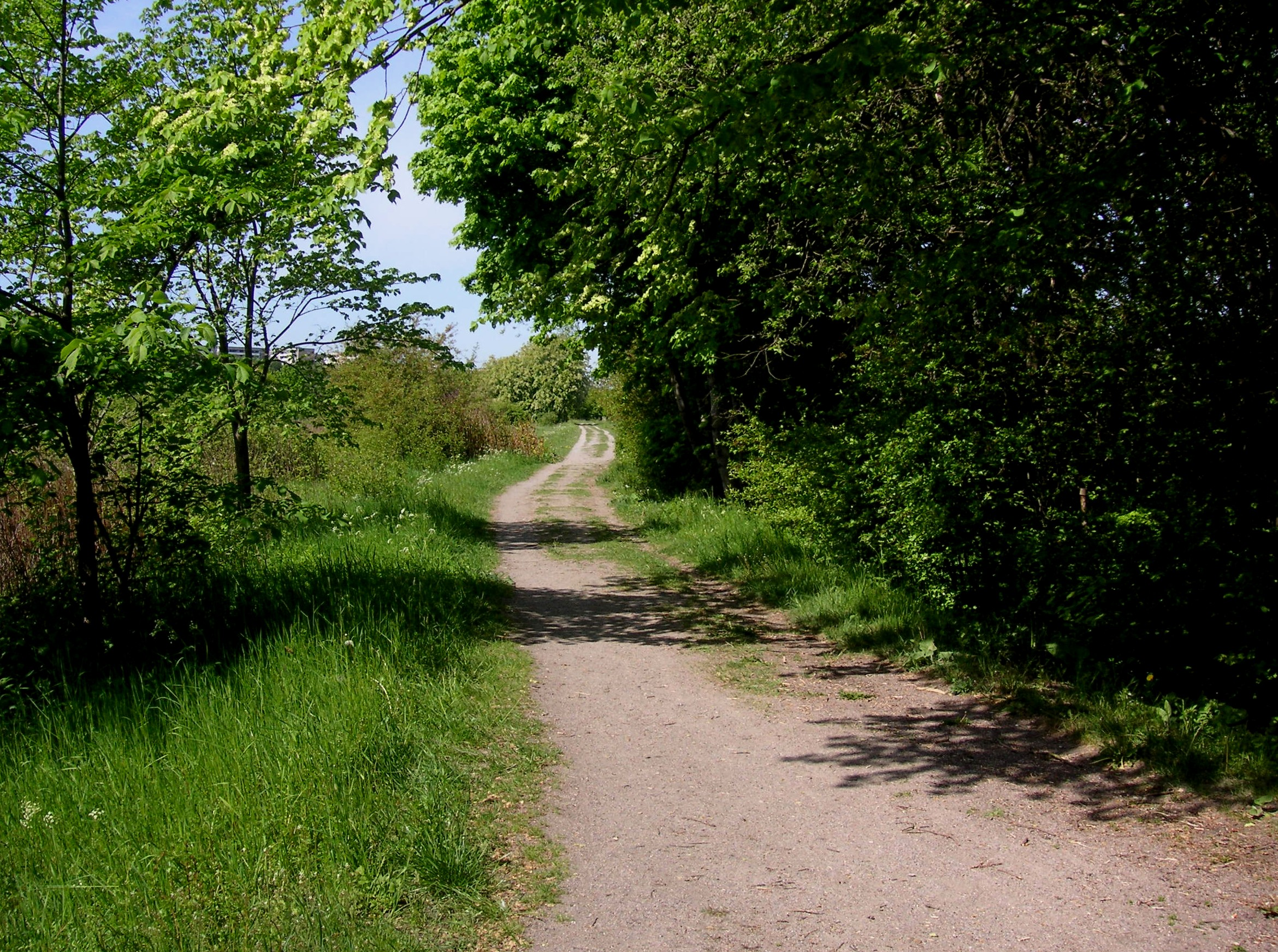
Vieille route du Göta à Årstafältet.
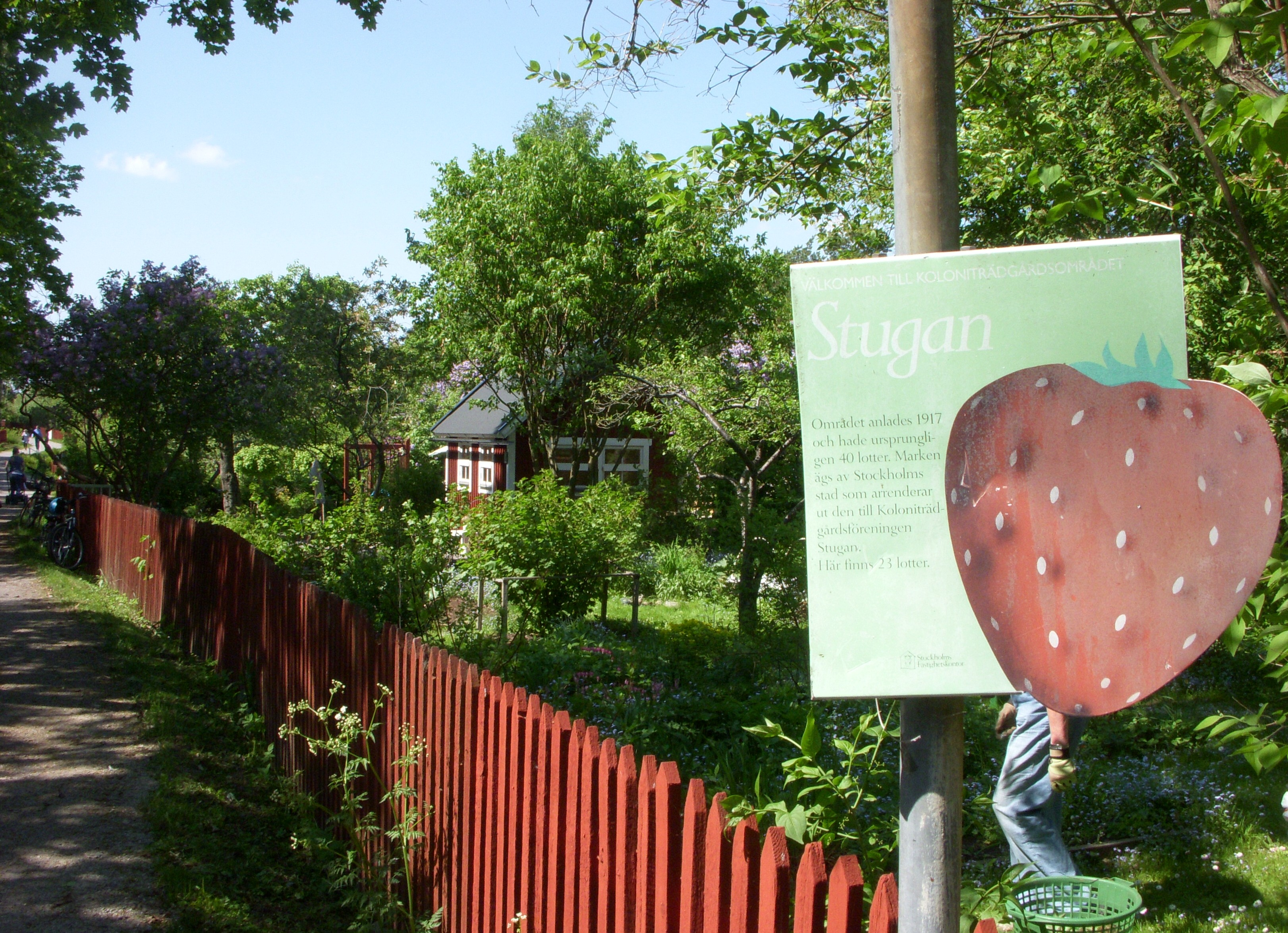
Jardins familiaux de Skanskvarn.
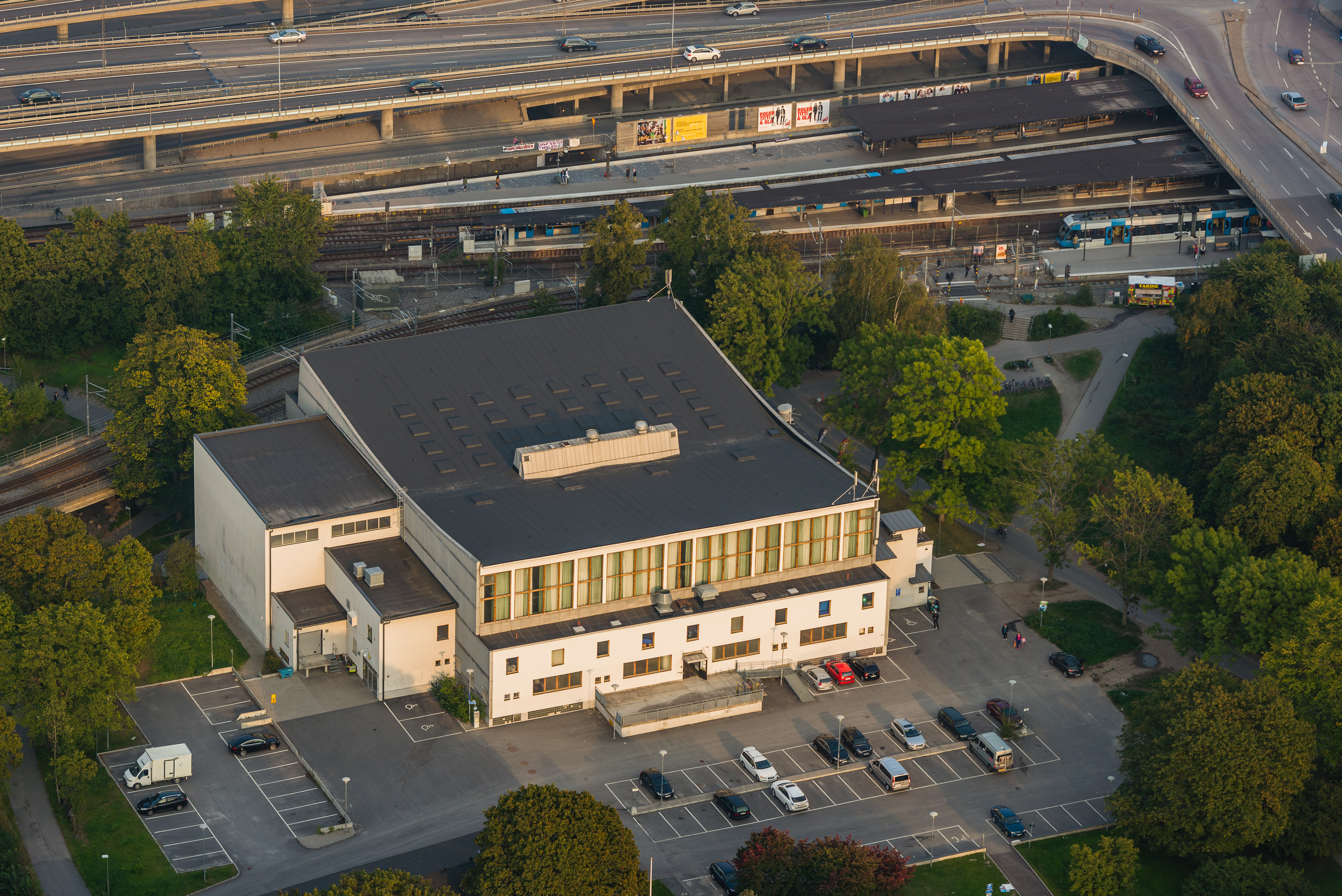
Gullmarsplan.